# Vauxhall Gardens

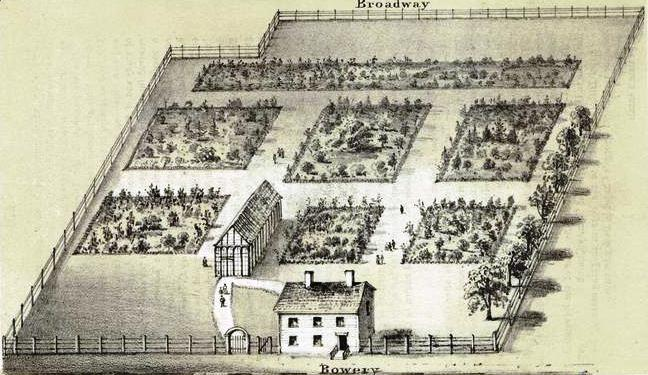
Vauxhall Gardens en su segunda ubicación en 1803.

Los Vauxhall Gardens (en español, Jardines Vauxhall) fueron un parque de ocio y de teatro en Nueva York. Recibieron el nombre por los jardines del mismo nombre que existieron en Londres. El lugar constó a lo largo de su existencia por una larga lista de propietarios, y a su vez sufrió adquisiciones, cierres, deslocalizaciones, y reaperturas. Los Vauxhall Gardens existieron hasta la mitad del siglo XIX.

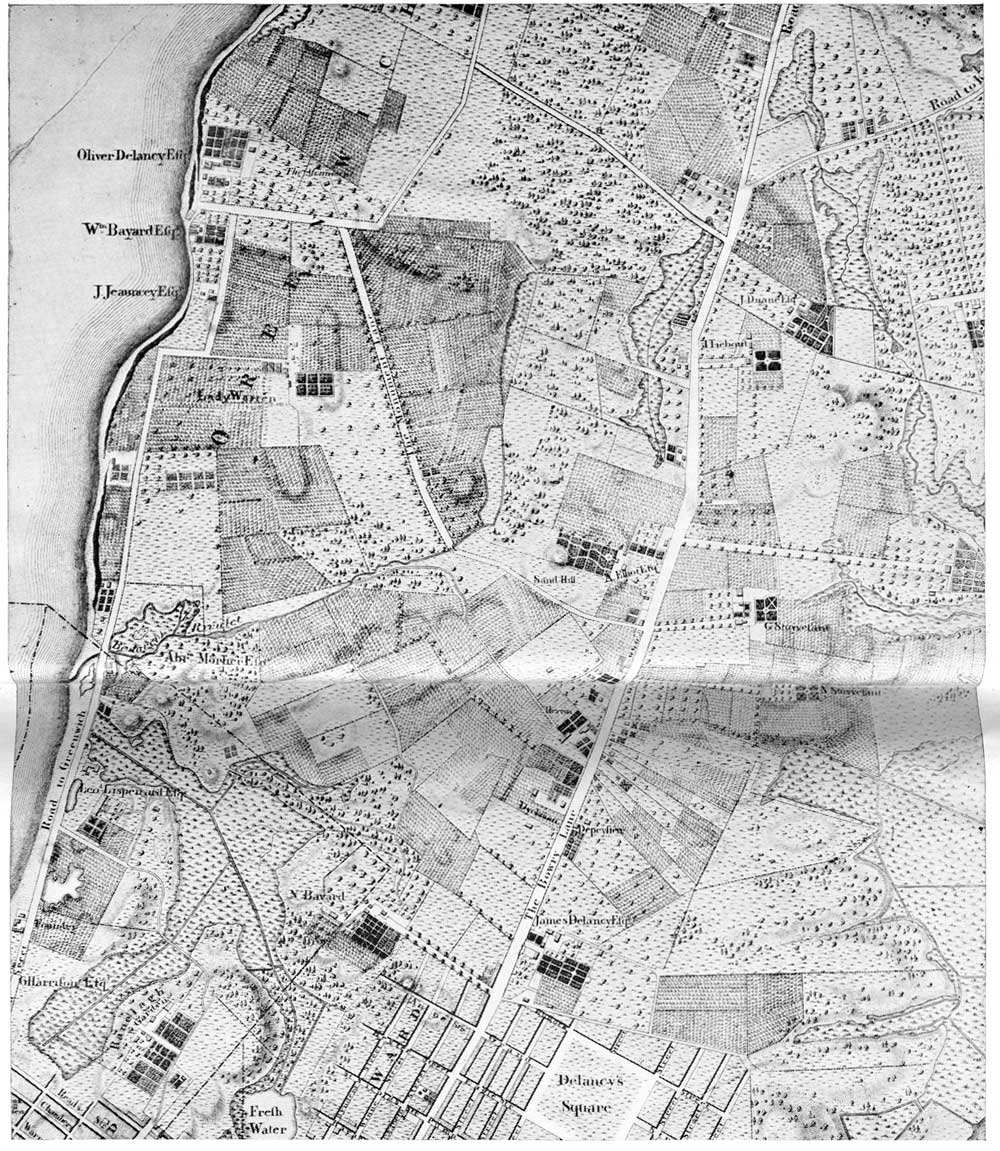
Mapa de Nueva York de Bernard Ratzer, 1767.

A mediados de la década de 1760, las tabernas como Clapp's se habían convertido en populares en la colonia de Nueva York. Samuel Fraunces abrió el New York Vauxhall en 1767 aprovechando esta ventaja, aunque pronto apareció un competidor principal en los New York Ranelagh Gardens, que aparece en el mapa de Bernard Ratzer de Nueva York de 1767 (imagen de la izquierda), que ocupó un lugar boscoso de terreno al norte de las casas más al norte de la ciudad, en el lado sur de Duane Street, en lo alto de los Lispenard's Meadows, y junto a la orilla del río, en el camino a Greenwich Village. Los jardines originales se encontraban en un espacio más limitado en Greenwich Street, cerca del río Hudson, entre lo que más tarde se convertiría en Warren y Chambers Street. La New York Public School 234 se encuentra actualmente en ese lugar. El mapa de Ratzer muestra la parcela cuadrada, dividida en cuatro partes por unos caminos. Fraunces operó el lugar hasta 1773, cuando se puso a la venta. Se trataba de dos grandes jardines, una casa con cuatro habitaciones por planta y doce chimeneas, así como un comedor que tenía 17 metros de largo y 7,9 de ancho, con una cocina a continuación. Los Vauxhall Gardens ofrecían conciertos de verano, y contaron con un museo de cera al aire libre. Para la temporada de verano de 1768, se organizó una exposición sobre la vida de Escipión el Africano, que incluyó un bosque con una reconstrucción del líder militar en su tienda. Los jardines siguieron siendo populares en la época colonial de Nueva York y a finales del siglo XVIII. En este punto, los jardines tuvieron dos competidores homónimos, uno de los cuales fue principalmente conocido por sus helados.

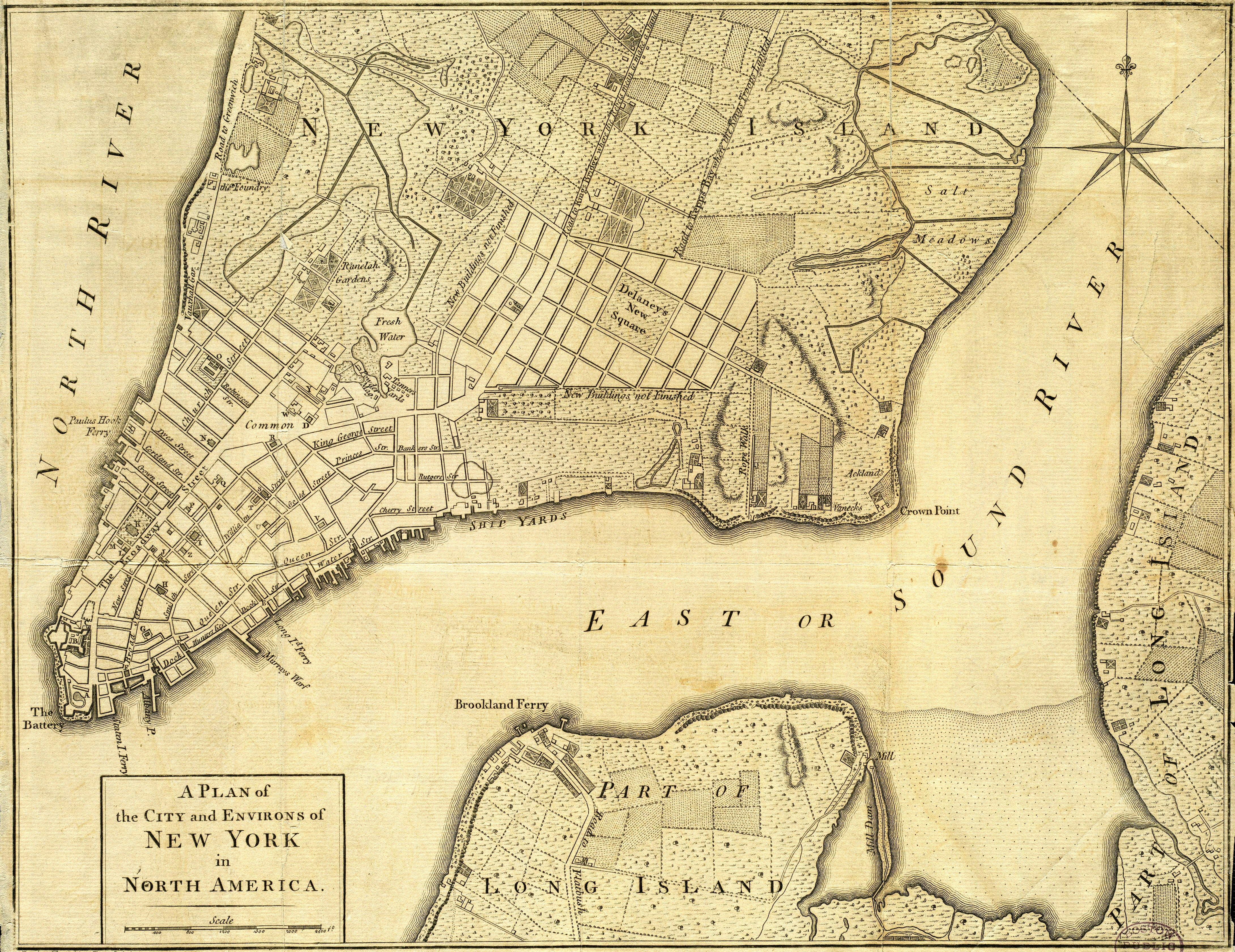
"Ranelah Gardens", en un mapa británico de 1776.

Cuando la ciudad de Nueva York creció, las calles de casas adosadas con jardín trasero ocuparon su sitio. En 1798, el dueño, Joseph Delacroix, trasladó sus operaciones a Broome Street, entre Broadway y Bowery Street. En 1805, se trasladó nuevamente, esta vez a Lafayette Street, que se extendía entre las calles 4 y 8, en aquel momento el extremo norte de la ciudad. Aquella zona más tarde se convirtió en Astor Place, la calle 4, Broadway, y Bowery Street. El escritor profesional de viajes John Lambert, visitó el lugar en noviembre de 1807 y escribió:
Nueva York tiene los Vauxhall y los Ranelagh, pero son malas imitaciones de los que existen cerca de Londres. Son, sin embargo, lugares agradables de recreo para los habitantes. El Vauxhall Garden está situado en Bowery Road, a unos 3 kilómetros del City Hall. Se trata de una plantación ordenada, con paseos de grava adornados con arbustos, árboles, bustos y estatuas. En el centro hay una gran estatua ecuestre del general Washington. Las piezas musicales, intervalos, etc., se llevan a cabo en un pequeño teatro situado en un rincón de los jardines: el público se sienta en lo que se llama pit and boxes, al aire libre. La orquesta se ubica entre los árboles, y un gran aparato se monta para la exhibición de fuegos artificiales. El cuerpo teatral de Nueva York se ocupa principalmente en los Vauxhall Gardens durante el verano...
La caja escénica del teatro daba al jardín y bloqueaba parte de la calle.
La zona perteneció luego a John Jacob Astor. En 1826, creó un barrio de clase alta en Lafayette Street, dividiendo los jardines al este, de las casas al oeste. Ricos neoyorquinos, incluyendo a Astor y otros miembros de su familia, construyeron mansiones a lo largo de esta vía central. Astor construyó la Astor Library en la parte oriental del barrio como una donación a la ciudad. El arquitecto Seth Geer diseñó una llamativa hilera de casas llamada LaGrange Terrace, y el área se convirtió en zona de moda residencial de clase alta.
Su ubicación hizo de los jardines un lugar accesible a las personas tanto de Broadway, como del distrito de Bowery. En el verano de 1838, los dueños abrieron un salón para la puesta en escena de óperas cómicas de vodevil. Más tarde, los directores de teatro ampliaron las ofertas para atraer a una gama más amplia de clientes. En 1850, multitudes de camorristas de Bowery asustaron a la mayoría de clase alta, y este hecho se reflejó en los ingresos. Finalmente los edificios del teatro fueron demolidos en 1855, y los jardines cerrados definitivamente en 1859.